# Orthriophis taeniurus
Espèce
Synonymes
- Elaphe taeniurus Cope, 1861
- Coluber nuthalli Theobald, 1868
- Elaphis yunnanensis Anderson, 1879
- Elaphis grabowskyi Fischer, 1885
- Coluber taeniurus (Cope, 1861)
- Coluber schmackeri Boettger, 1895
- Coluber taeniurus ridleyi Butler, 1899
- Coluber vaillanti Mocquard, 1905
- Coluber taeniurus var. friesi Werner, 1927
- Orthriophis taeniurus friesei (Werner, 1927)
- Elaphe taeniura mocquardi Schulz, 1996

Orthriophis taeniurus ou Serpent-Ratier est une espèce de serpents de la famille des Colubridae.

## Répartition
Cette espèce se rencontre en Birmanie, au Cambodge, en Chine, en Corée, en Inde, en Indonésie, au Japon, au Laos, en Malaisie, en Russie, à Taïwan,  en Thaïlande et au Viêt Nam.

## Description
Orthriophis taeniurus décrit par Cope mesurait environ 160 cm dont 35 cm pour la queue. Son dos était vert olive cendré et plus olivâtre dans sa partie antérieure. Suivant les variétés géographiques des différences, parfois légères, de caractéristique méristique et de coloration sont observées. Orthriophis taeniurus friesei la lignée de Taïwan est de couleur jaune-orange à vert olive et possède de larges taches noires mal définies sur le dos qui se relient entre elles. Elles perdent de l'intensité sur la partie postérieure du corps. Une ligne noire épaisse file de l’œil jusqu'au coin de la bouche. Il atteint une taille maximale adulte d'environ 2.30 mètres.

## Habitat
Cette couleuvre peuple les forêts, les champs, les zones marécageuses et suburbaines de son aire de répartition.

## Comportement
Ce serpent-ratier est une espèce active aussi bien le jour que la nuit. Elle est semi-arboricole.

## Alimentation
C'est un grand prédateur et un puissant constricteur, très agile et rapide. Il peut aussi bien traquer ses proies à terre que les repérer d’en haut d’un arbre et se jeter sur elles. 
Orthriophis taeniurus se nourrit dans son milieu de rongeurs, oiseaux, chauves-souris, œufs et autres proies similaires.

## Dimorphisme
La femelle est plus grande que le mâle.

## Reproduction
La femelle pond entre quatre et une quinzaine d’œufs, l'incubation dure environ 1 mois.

### Jeunes
Les jeunes ont une croissance très rapide. En effet à 14 mois ils atteignent déjà une taille avoisinant les 1,30 mètre.

## Liste des sous-espèces
Selon The Reptile Database (28 janvier 2014) :
- Orthriophis taeniurus callicyanous Schultz, 2010 - Birmanie, Thaïlande
- Orthriophis taeniurus friesei (Werner, 1927) - Taïwan
- Orthriophis taeniurus grabowskyi (Fischer, 1885) - Bornéo, Sumatra
- Orthriophis taeniurus helfenbergeri Schulz, 2010 - Birmanie, Thaïlande
- Orthriophis taeniurus mocquardi Schultz, 1996 - Chine (y compris Hainan), Viêt Nam
- Orthriophis taeniurus ridleyi (Butler, 1899) - grottes de Malaisie péninsulaire comme les grottes de Batu, Tioman, sud de la Thaïlande, sa présence est incertaine à Singapour
- Orthriophis taeniurus schmackeri (Boettger, 1895) - îles Ryūkyū
- Orthriophis taeniurus taeniurus (Cope, 1861) - Chine
- Orthriophis taeniurus yunnanensis (Anderson, 1879) - Inde, Chine, Birmanie, Thaïlande, Laos, Viêt Nam

## Galerie

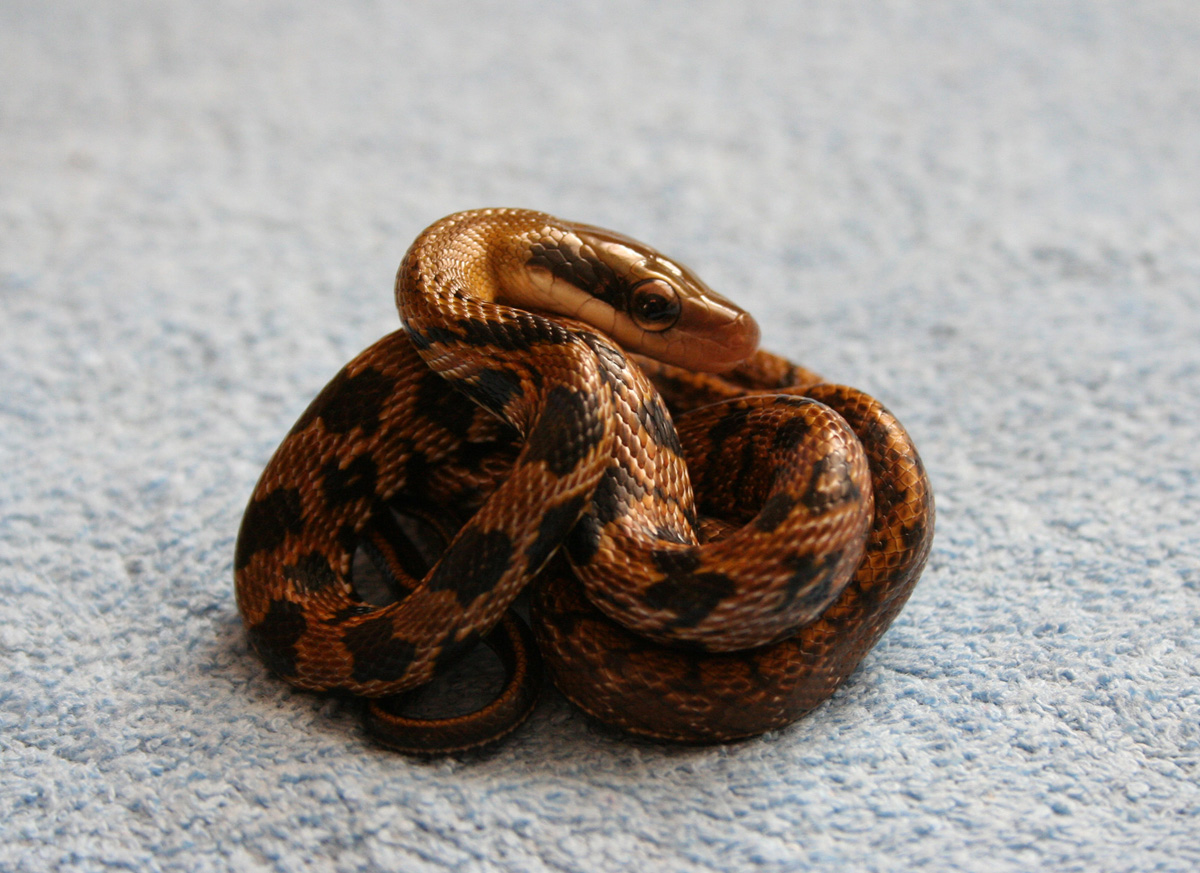
Orthriophis taeniurus - jeune
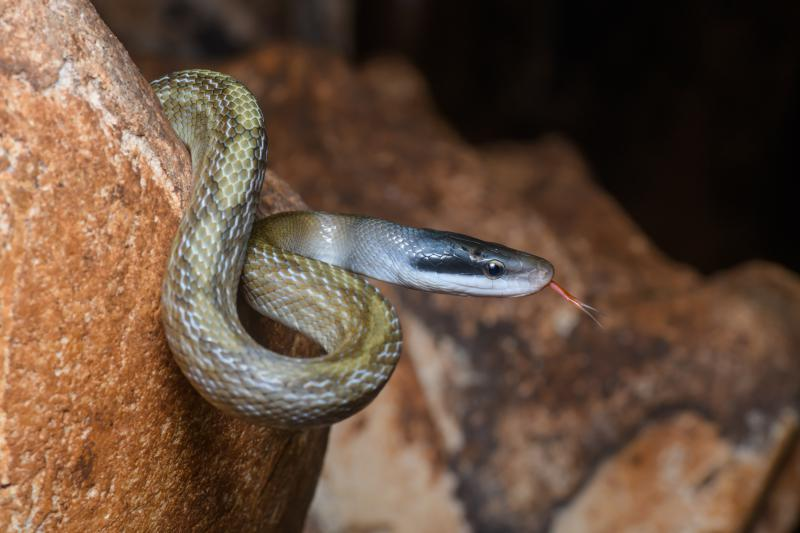
Orthriophis taeniurus helfenbergeri
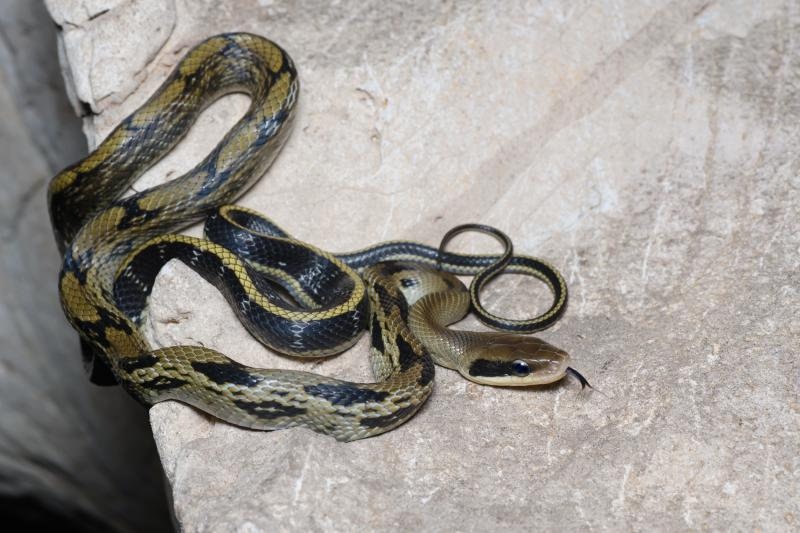
Orthriophis taeniurus mocquardi
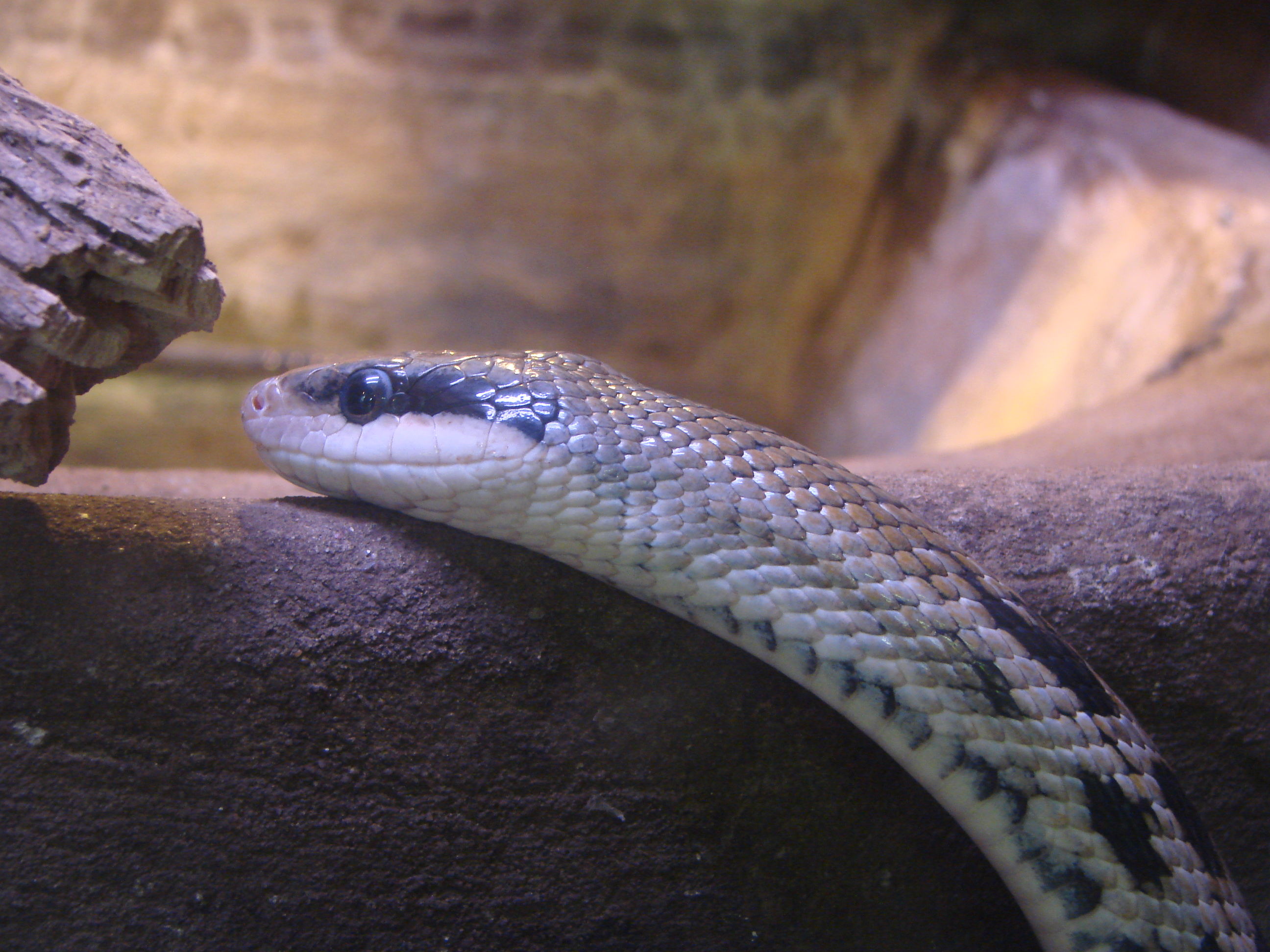
Orthriophis taeniurus friesei

## Publications originales
- Anderson, 1879 "1878" : Anatomical and Zoological Researches: Comprising an Account of the Zoological Results of the Two Expeditions to Western Yunnan in 1868 and 1875; and a Monograph of the Two Cetacean Genera Platanista and Orcella, London, Bernard Quaritch vol. 1 (texte intégral) et vol. 2 (texte intégral).
- Boettger, 1895 : Neue Frösche und Schlangen von den Liukiu-Inseln. Zoologischer Anzeiger, vol. 18, p. 266–270 (texte intégral).
- Butler, 1899 : Further notes on the varieties of Coluber taeniurus. Journal of the Bombay Natural History Society, vol. 12, p. 425-426 (texte intégral).
- Cope, 1861 "1860" : Catalogue of the Colubridæ in the Museum of the Academy of Natural Sciences of Philadelphia. Part 3. Proceedings of the Academy of Natural Sciences of Philadelphia, vol. 12, p. 553-566 (texte intégral).
- Fischer, 1885 : Über eine Kollektion von Amphibien und Reptilien aus Südost-Borneo. Archiv für Naturgeschichte, Berlin, vol. 51, p. 41-72 (texte intégral).
- Schultz, 1996 : Eine Monographie der Schlangengattung Elaphe Fitzinger. Bushmaster, Berg, p. 1-460
- Schultz, 2010 : Synopsis of the Variation in the Orthriophis taeniurus Subspecies Complex, with Notes to the Status of Coluber taeniurus pallidus Rendahl, 1937 and the Description of a new Subspecies (Reptilia: Squamata: Serpentes: Colubridae). Sauria, vol. 32, no 2, p. 3-26
- Werner, 1927 "1926" : Neue oder wenig bekannte Schlangen aus dem Wiener naturhistorischen Staatsmuseum (Iii. Teil). Sitzungsberichte der Kaiserlichen Akademie der Wissenschaften, Mathematisch-Naturwissenschaftliche, vol. 135, p. 243-257.